# Bill Pankow
Bill Pankow é um editor de filmes americano com mais de 40 créditos cinematográficos. Pankow editou nove filmes para o diretor Brian De Palma, começando com Body Double em 1984. Outros créditos incluem:
- The Untouchables (1987)
- Parents (1989)
- The Comfort of Strangers (1990)
- The Funeral (1996)
- Snake Eyes (1998)
- The Black Dahlia (2006)
- Trespass (2011)